# Freundsamer Moos

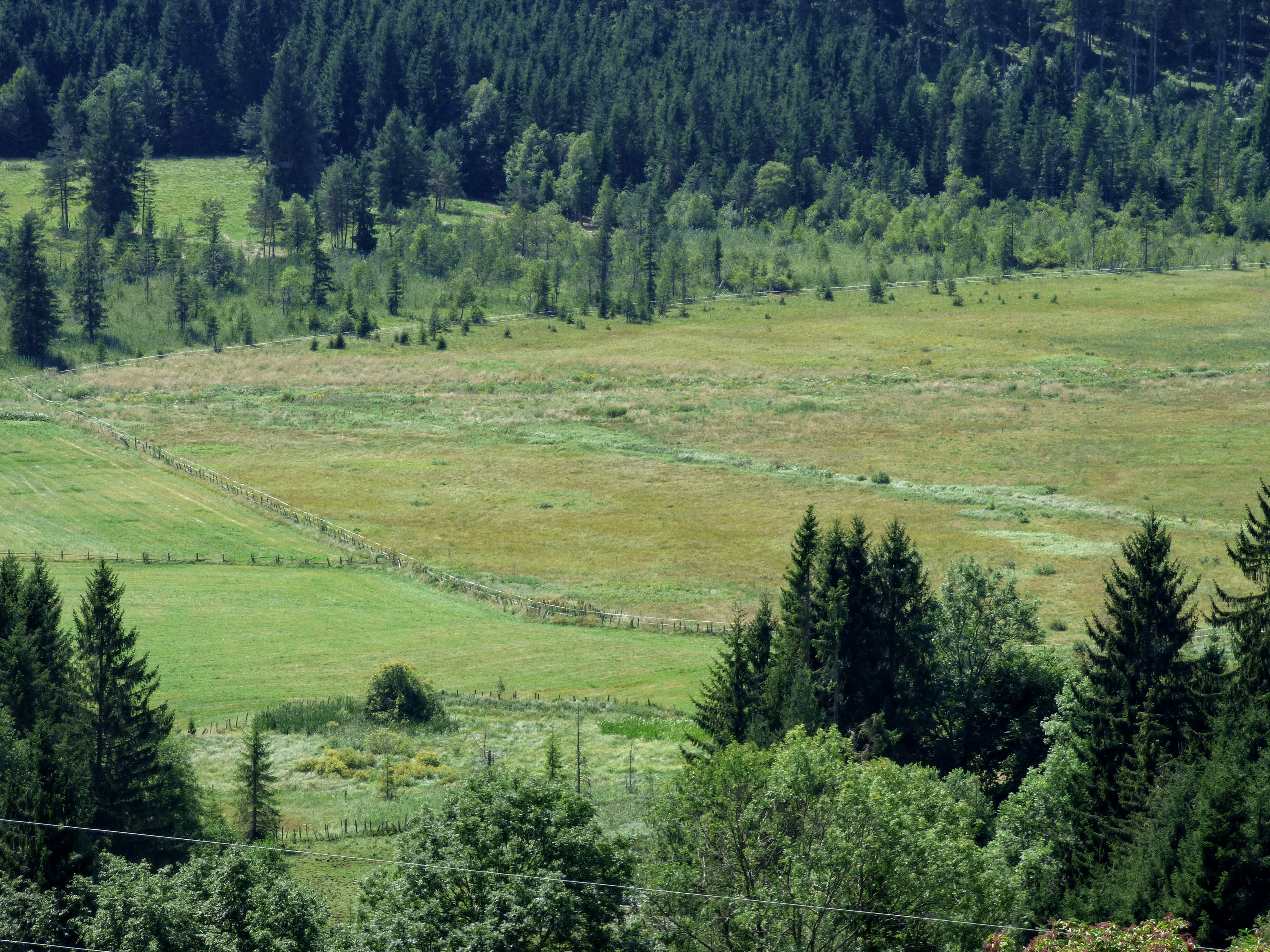
Freundsamer Moos

Das Freundsamer Moos (auch: Freundsamer Moor, Dobramoor, Jakobimoor) ist ein Moorgebiet in den Wimitzer Bergen in Kärnten, auf dem Gebiet der Gemeinden Sankt Urban und Liebenfels.

## Lage
Das Talbecken des Freundsamer Mooses liegt auf einer Höhe von knapp über 900 Meter. Es wird vom Ilmitzer Wald im Norden, Paulsberg und Hocheck (beide bekannt durch das Skigebiet Simonhöhe) im Westen sowie vom Gößeberg im Süden umrahmt. Die Entwässerung erfolgt nach Osten hin durch den Gradenegger Bach.

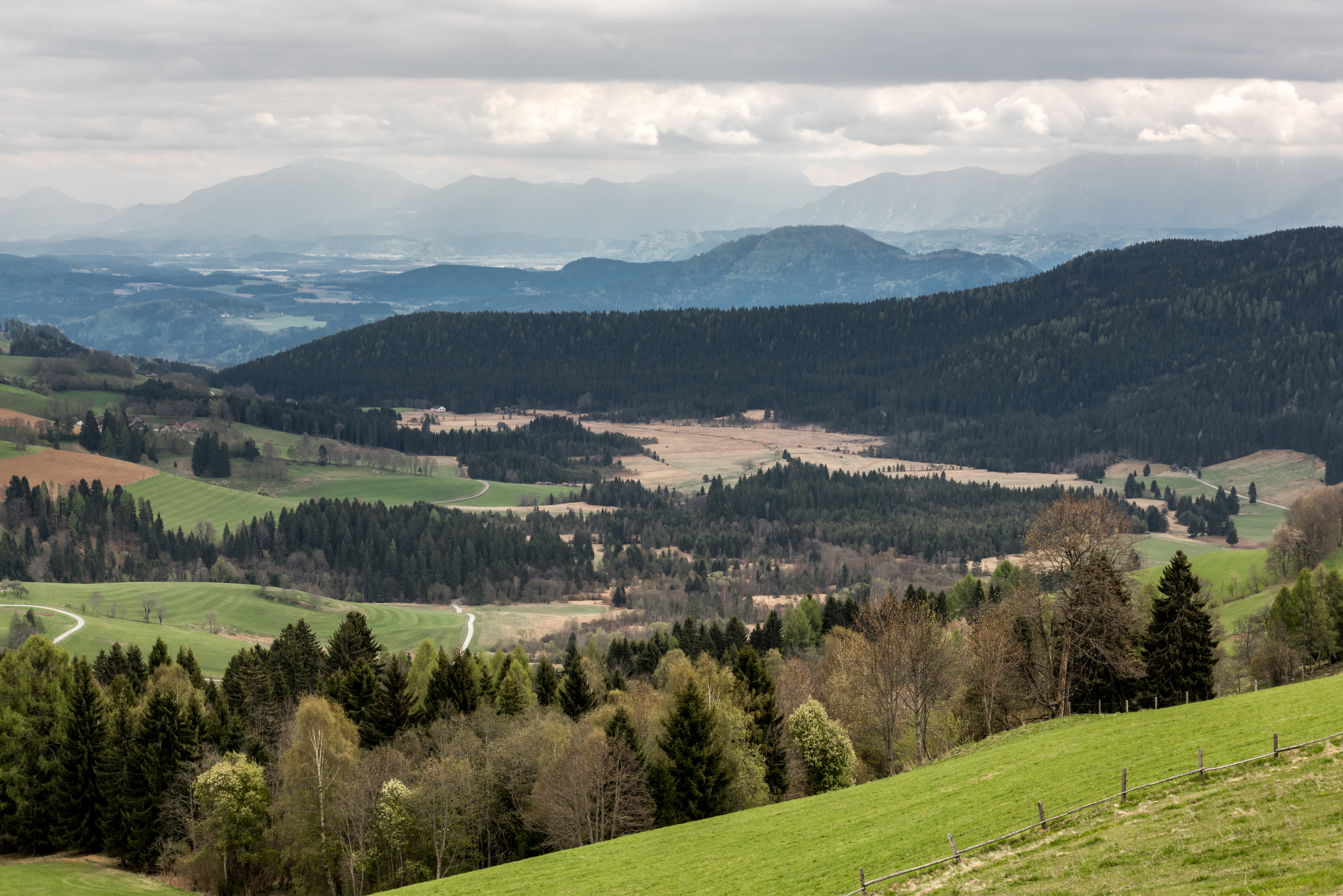
Blick vom Paulsberg hinunter auf das Freundsamer Moos, eingerahmt von Gößeberg (rechts) und Ilmitzer Wald (links).

## Typ
Beim Freundsamer Moos handelt es sich um ein sauer-oligotrophes Hochmoor.

## Nutzung und Besitzverhältnisse
Der künstliche Damm, durch den der Freundsamer Teich aufgestaut war, wurde durch ein Unwetter in der zweiten Hälfte des 19. Jahrhunderts zerstört; die Flutwelle verwüstete das Feistritzbachtal. Große Teile des ehemals ausgedehnten Moores wurden abgetorft und werden als Wiesen und Weiden genutzt. So sind nur etwa 3 Hektar echtes Hochmoor vorhanden. 33 Hektar Fläche des Freundsamer Mooses wurden vom Österreichischen Naturschutzbund angekauft und seither von extensiver Tierhaltung verschont, so dass sie sich erholen können.

## Natur

### Pflanzen
Von Bedeutung ist das Vorkommen der Strauch-Birke.

### Ornithologische Bedeutung
In den 1990er-Jahren wurden im Moor und den südlich angrenzenden bewaldeten Bergen Brutvorkommen folgender geschützter Vogelarten nachgewiesen: Schwarzstorch (damals das einzige Vorkommen in Kärnten), Wespenbussard, Wanderfalke, Auerhuhn, Wachtelkönig, Sperlingskauz, Schwarzspecht, Neuntöter. Als Durchzügler oder Nahrungsgäste wurden Zwergadler und Waldschnepfe beobachtet.

## Kältepol
Im Rahmen einer Kältepolstudie wurde 2006 vorübergehend eine meteorologische Station am Dobramoor betrieben, um Temperaturminima für extreme Tal- und Beckenlagen zu erfassen. Dabei wurden Temperaturen von bis zu −30,0 °C gemessen.